# 花桥乡 (宜丰县)
花桥乡，是中华人民共和国江西省宜春市宜丰县下辖的一个乡镇级行政单位。

## 行政区划
花桥乡下辖以下地区：
花桥集镇社区、花桥村、社溪村、白市村、山田村、山口村、仁义村、义源村、池源村和施源村。